# Songpyeon
Le songpyeon (coréen : 송편 ; hanja : 松-) est un tteok (pâtisserie à base de riz gluant) confectionné et consommé pour la fête de la mi-automne (chuseok en coréen). C'est une sorte de ravioli à la pâte de riz gluant, fourré de graines de sésame et miel, de pâte d'azuki sucrée ou de pâte de châtaignes. Ils sont cuits à la vapeur sur des aiguilles de pin. C'est ce qui donne leur nom puisque song (松) signifie « pin » en coréen.